# Albert-Marie de Monléon
Albert-Marie Joseph Cyrille de Monléon OP (* 20. Januar 1937 in Paris, Frankreich; † 29. April 2019) war ein französischer Ordensgeistlicher und römisch-katholischer Bischof von Meaux.

## Leben
Albert-Marie de Monléon wurde 1937 in Paris geboren. Sein Vater Jacques de Monléon war Philosophieprofessor am Institut Catholique de Paris und an der Universität Laval in Québec. 1957 trat er in Frankreich in den Dominikanerorden ein und legte am 29. September 1958 die erste Profess ab. Er studierte katholische Theologie in Frankreich und den USA und schloss sein Studium mit dem Lizenziat ab. Am 5. Juli 1964 empfing er die Priesterweihe. Von 1974 bis 1988 war er theologischer und geistlicher Begleiter der neu gegründeten Gemeinschaft Emmanuel; von 1982 bis 1988 außerdem der erste Verantwortliche für die Priester und Seminaristen innerhalb der Gemeinschaft.
Papst Johannes Paul II. ernannte ihn am 5. August 1988 zum Bischof von Pamiers. Die Bischofsweihe spendete ihm Erzbischof André Collini von Toulouse am 1. Oktober desselben Jahres. Mitkonsekratoren waren der Bischof von Limoges, Léon Soulier, und der Bischof von Metz, Pierre Raffin OP. Am 17. August 1999 wurde er durch Johannes Paul II. zum Bischof von Meaux ernannt. Er war Mitglied der Glaubenskommission der französischen Bischofskonferenz.
Am 9. August 2012 nahm Papst Benedikt XVI. das von Albert-Marie de Monléon aus Altersgründen vorgebrachte Rücktrittsgesuch an.